# Melkij bes
Melkij bes (Мелкий бес) è un film del 1995 diretto da Nikolaj Dostal'.

## Trama
Il film si svolge in un piccolo paese di provincia, popolato da gente noiosa e stupida. L'insegnante di ginnastica Peredonov sogna di trasferirsi nella capitale, il cugino di secondo grado Varvara vuole sposarlo e inizia a scrivergli lettere di invito a San Pietroburgo per conto della principessa.